# 児玉テレビ中継局
児玉中継局（こだまちゅうけいきょく）は、埼玉県本庄市及び児玉郡美里町の陣見山に所在する、埼玉県の地上デジタルテレビジョン放送及びアナログテレビを送信する電波塔で、県内の大規模なテレビ中継局である。FMラジオ放送の送信設備は設置していない。
テレビ埼玉の県北部における基幹中継局となる送信所は本庄市に、NHK放送センターと民放キー局の中継局は美里町にそれぞれ設置されている。埼玉県北部地域を主な放送エリアとしてカバーしている。なお同所に設置される本庄市内、上里町方面向けのNHK単独の本庄中継局についても記述する。

## 地上デジタルテレビジョン放送送信設備
各局の放送設備（送信機）の概要は以下の通りである。
| リモコンキーID | 放送局名         | チャンネル | 空中線電力 | 実効輻射電力 | 放送対象地域                                      | 放送区域内 世帯数 | 開局日         |
| 児玉中継局     | 児玉中継局       | 児玉中継局 | 児玉中継局 | 児玉中継局   | 児玉中継局                                        | 児玉中継局        | 児玉中継局     |
| -------------- | ---------------- | ---------- | ---------- | ------------ | ------------------------------------------------- | ----------------- | -------------- |
| 1              | NHK東京総合      | 13         | 3W         | 31W          | 関東広域圏 （茨城県、栃木県及び群馬県を含まない） | 18万7454世帯      | 2006年12月1日  |
| 2              | NHK東京教育      | 26         | 3W         | 31W          | 全国放送                                          | 18万7454世帯      | 2006年12月1日  |
| 3              | テレビ埼玉       | 32         | 10W        | 130W         | 埼玉県                                            | 42万5977世帯      | 2006年12月1日  |
| 4              | 日本テレビ       | 25         | 3W         | 31W          | 関東広域圏                                        | 19万3960世帯      | 2008年11月17日 |
| 5              | テレビ朝日       | 24         | 3W         | 31W          | 関東広域圏                                        | 19万3960世帯      | 2008年11月17日 |
| 6              | TBSテレビ        | 22         | 3W         | 31W          | 関東広域圏                                        | 19万3960世帯      | 2008年11月17日 |
| 7              | テレビ東京       | 23         | 3W         | 31W          | 関東広域圏                                        | 19万3960世帯      | 2008年11月17日 |
| 8              | フジテレビジョン | 21         | 3W         | 31W          | 関東広域圏                                        | 19万3960世帯      | 2008年11月17日 |
| 本庄中継局     |                  |            |            |              |                                                   |                   |                |
| 1              | NHK東京総合      | 52         | 3W         | 66W          | 関東広域圏 （茨城県、栃木県及び群馬県を含まない） | 6万9011世帯       | 2013年1月29日  |

- 現在は日本放送協会（NHK）と民放キー局、テレビ埼玉（テレ玉、TVS）が使用している。2006年12月1日より日本放送協会とテレビ埼玉が先行して秩父中継局と同時に開局となった。垂直偏波で送信されている。
- 2008年11月17日より民放キー局の放送を開始。
- NHK-G（NHK総合、物理ch＝13ch）は受信可能地域のほぼ全域で、デジタルタクシー無線との混信でブロックノイズ等の受信障害が発生することが、2011年2月、総務省関東総合通信局から周知[13]され、関係する全ての市町村の広報にこの内容が掲載された[14]。対策はch変更などのリパックは行わず、受信側でフィルターを設置することで解決するとしている。
- 北方向（群馬県伊勢崎市、高崎市方向）には送信アンテナが向いていないため、アナログ放送と異なり、テレビ埼玉以外のデジタル在京局・NHKは、埼玉県内でも本庄市（旧本庄市の区域）の西半分や上里町の大部分がエリア外となっている。これらの地域は高性能アンテナで受信するか、前橋中継局[15]を受信することになるが、NHK総合については本庄市内と上里町方面が放送エリアの本庄中継局が開局した[16][1][17]。

### 電波法による放送区域（児玉中継局）
NHK・在京キー局
埼玉県
- 深谷市、美里町の全域
- 行田市、本庄市、東松山市、鴻巣市、滑川町、嵐山町、小川町、長瀞町、神川町、上里町、寄居町の一部地域

群馬県
- 伊勢崎市、高崎市、太田市、千代田町、大泉町の一部地域

テレビ埼玉
埼玉県
- 熊谷市、行田市、深谷市、美里町、上里町、滑川町の全域
- 加須市、本庄市、東松山市、羽生市、鴻巣市、北本市、神川町、寄居町、嵐山町、小川町、吉見町、長瀞町の一部

群馬県
- 千代田町の全域
- 館林市、太田市、伊勢崎市、高崎市、藤岡市、明和町、大泉町、邑楽町、玉村町の一部地域

- 放送エリア（NHK・広域民放）
- 放送エリア（テレビ埼玉）

### 電波法による放送区域（本庄中継局）
NHK
埼玉県
児玉郡上里町全域
本庄市、深谷市、秩父郡長瀞町、児玉郡美里町、児玉郡神川町及び大里郡寄居町の各一部
群馬県
高崎市、伊勢崎市、藤岡市及び佐波郡玉村町の各一部

## 地上アナログテレビジョン放送送信設備
※全局2011年（平成23年）7月24日に停波、地上デジタルテレビジョン放送へ移行。
各局の放送設備（送信機）の概要は以下の通りである。
| チャンネル | 放送局名         | 空中線電力        | 実効輻射電力         | 放送対象地域 | 放送区域内世帯数 |
| ---------- | ---------------- | ----------------- | -------------------- | ------------ | ---------------- |
| 30（28）   | テレビ埼玉       | 映像100W /音声25W | 映像1.15kW /音声290W | 埼玉県       | 約20万1000世帯   |
| 35         | NHK東京教育      | 映像30W /音声7.5W | 映像290W /音声72W    | 全国放送     | 約20万1000世帯   |
| 51（33）   | NHK東京総合      | 映像30W /音声7.5W | 映像290W /音声73W    | 関東広域圏   | 約20万1000世帯   |
| 53（25）   | 日本テレビ       | 映像30W /音声7.5W | 映像290W /音声73W    | 関東広域圏   | 約20万1000世帯   |
| 55（23）   | TBSテレビ        | 映像30W /音声7.5W | 映像290W /音声73W    | 関東広域圏   | 約20万1000世帯   |
| 57（21）   | フジテレビジョン | 映像30W /音声7.5W | 映像290W /音声73W    | 関東広域圏   | 約20万1000世帯   |
| 59（19）   | テレビ朝日       | 映像30W /音声7.5W | 映像290W /音声73W    | 関東広域圏   | 約20万1000世帯   |
| 61（17）   | テレビ東京       | 映像30W /音声7.5W | 映像290W /音声73W    | 関東広域圏   | 約20万1000世帯   |

- 日本放送協会（NHK）と民放キー局、テレビ埼玉（テレ玉、TVS）が使用していた。アナログ中継局は垂直偏波であった[23]。
- この中継局では大規模なアナアナ変換が行われた。括弧内の数字が変換前のチャンネルである。一部チャンネルは当中継局でも使用されており、そのうち日本テレビとフジテレビジョンはデジタルで変換前のチャンネルが使用されている。